# Ławeczka Stefana Żeromskiego w Opocznie
Ławeczka Stefana Żeromskiego – ławka pomnikowa przedstawiająca naturalnej wielkości postać Stefana Żeromskiego siedzącego na ławce. Znajduje się ona w Opocznie przy ulicy St. Żeromskiego 3, przed wejściem do budynku I Liceum Ogólnokształcącego w Opocznie. 
Uroczystość odsłonięcia ławki odbyła się w czerwcu 2015 r., w 50. rocznicą nadania I Liceum Ogólnokształcącemu w Opocznie imienia Stefana Żeromskiego.